# Boston Open 1999
Die Boston Open 1999 im Badminton fanden vom 19. bis zum 21. März 1999 am MIT in Cambridge statt.

## Sieger und Platzierte
| Disziplin    | Gold                             | Silber                       | Bronze                          |
| ------------ | -------------------------------- | ---------------------------- | ------------------------------- |
| Herreneinzel | Wu Chibing                       | Stuart Arthur                | Khankham Malaythong             |
| Herreneinzel | Wu Chibing                       | Stuart Arthur                | Andy Chong                      |
| Dameneinzel  | Melinda Keszthelyi               | Jesal Shah                   | Ngoc Tran                       |
| Dameneinzel  | Melinda Keszthelyi               | Jesal Shah                   | Barbara McKinley                |
| Herrendoppel | Evgeny Dremin Alexey Vasiliev    | Stuart Arthur Drew Huerter   | Khankham Malaythong David Welch |
| Herrendoppel | Evgeny Dremin Alexey Vasiliev    | Stuart Arthur Drew Huerter   | Wu Chibing Peng-Hoong Chung     |
| Damendoppel  | Mai-Quyen Bui Melinda Keszthelyi | Daphne Chang Tracey Thompson | Barbara McKinley Vivian Tam     |
| Damendoppel  | Mai-Quyen Bui Melinda Keszthelyi | Daphne Chang Tracey Thompson | Stacey Murty Melissa Nock       |
| Mixed        | Andy Chong Melinda Keszthelyi    | Brian Prevoe Stacey Murty    | Jaimie Hurlburt Melissa Nock    |
| Mixed        | Andy Chong Melinda Keszthelyi    | Brian Prevoe Stacey Murty    | Alexey Vasiliev Liz Wilson      |